# Si près de moi !
Si près de moi ! (Murder in My House) est un téléfilm canadien réalisé par Robert Malenfant et diffusé le 12 juin 2006 sur Lifetime.

## Synopsis
Laureen, une jeune femme divorcée qui a perdu son enfant dans un accident emménage dans un tout nouveau quartier avec son père procureur à la retraite, on ne tarde pas à l'informer qu'un meurtre affreuxa été commis dans la maison d'en face...

## Fiche technique
- Titre : Si près de moi !
- Titre alternatif : Etreinte sanglante
- Titre anglais : Blood Stains
- Réalisation : Robert Malenfant
- Scénario : Christine Conradt, d'après une histoire de Robert Malenfant
- Société de production : S.V. Thrilling Movies
- Durée : 93 minutes
- Pays :  Canada

## Distribution
- Barbara Niven (VF : Françoise Cadol) : Lauren Kessler
- Brent Donnelly : Gary Taylor
- Gary Hudson (en) (VF : Jean-Louis Faure) : Brian Ellis
- Lisa Zane : Roxanne
- Daniel J. Travanti : Stan Douglas
- Peter Michael Dillon : l'inspecteur Bruning
- Katherine Dines-Craig : Marlee Hall
- Ellen Dubin (VF : Isabelle Langlois) : Claire
- Sophie Gendron (VF : Odile Schmitt) : Amanda Whitman
- Greg Hiscock : Donald Hall
- Sean Orr : Garrett Whitman
- Caroline Redekopp : Brittany Michaelson
- Alex Revan : Riley
- Luigi Saracino (VF : Fabien Jacquelin) : le réceptionniste
- Veronique-Natale Szalankiewicz : Stephanie
- Taylor Tucker-Duguay : Genesis

 Source et légende : version française (VF) sur RS Doublage et selon le carton de doublage télévisuel.